# Antonio Prevosto
Antonio Prevosto (Nuoro, 17 settembre 1940) è un politico italiano.

## Biografia
Esponente del Partito Comunista Italiano in Sardegna, dopo lo scioglimento del PCI aderì al Partito Democratico della Sinistra, per il quale fu eletto deputato nel 1992. Sempre con il PDS nel 1994 venne eletto senatore.
Successivamente aderì ai DS.
Nell'autunno 2016 prese posizione per il No al Referendum costituzionale sulla riforma Renzi-Boschi.